# Lac Dubuc (rivière Lionnet)
Pour les articles homonymes, voir Dubuc et Lac Dubuc.
Le lac Dubuc est un plan d'eau douce traversé par la rivière Lionnet, coulant dans le territoire non organisé de Lac-au-Brochet, dans la municipalité régionale de comté (MRC) La Haute-Côte-Nord, dans la région administrative de la Côte-Nord, dans la province de Québec, au Canada. Ce plan d’eau s’étend entièrement dans le canton de Le Baillif.
La foresterie constitue la principale activité économique du secteur. Les activités récréotouristiques arrivent en second.
La zone autour du lac (surtout du côté Est) comporte plusieurs routes forestières pour les besoins de la foresterie et des activités récréotouristiques. La route forestière principale (sens Nord-Sud) passe du côté Ouest du lac, soit entre le lac du Sault aux Cochons et le lac Dubuc. Cette route rejoint vers le Sud la route forestière R0954 qui rejoint le village de Labrieville,,.
La surface du lac Dubuc est habituellement gelée de la fin novembre au début avril, toutefois la circulation sécuritaire sur la glace se fait généralement de la mi-décembre à la fin mars.

## Géographie
Les principaux bassins versants voisins du lac Dubuc sont:
- côté Nord: rivière Betsiamites, réservoir Pipmuacan;
- côté Est: rivière Betsiamites, réservoir Pipmuacan, rivière Desroches (rivière Betsiamites), rivière Leman, lac McCammon;
- côté Sud: rivière du Sault aux Cochons;
- côté Ouest: rivière Lionnet, rivière Andrieux, rivière aux Sables (réservoir Pipmuacan)[1]

Le lac Dubuc comporte une longueur de 17,3 km, une largeur maximale de 2,6 km et une altitude de 398 m. Ce plan d’eau reçoit du côté Ouest le courant de la rivière Lionnet. Une île d’une longueur de 7,2 km barre son embouchure laquelle est connexe au lac McCammon (situé du côté Est). Le lac Dubuc est en confluence au Nord-Est avec le réservoir Pipmuacan lequel est traversé par la rivière Betsiamites.
Le lac Dubuc est situé entièrement en milieu forestier est situé dans le territoire non organisé de Lac-au-Brochet. Il est enclavé entre les montagnes.
L’embouchure du lac Dubuc est localisée à:
- 5,6 km au Sud-Ouest de la centrale Bersimis-1 du Sud-Est du réservoir Pipmuacan;
- 21,6 km à l’Ouest du centre du village de Labrieville;
- 87,3 km au Nord-Ouest du centre-ville de Forestville;
- 96,4 km à l’Ouest de l’embouchure de la rivière Betsiamites[4],[1].

À partir de l’embouchure du lac Dubuc, le courant traverse le réservoir Pipmuacan vers le Nord-Est sur 7,7 km en contournant la grande île à son embouchure, traverse le barrage de la centrale Bersimis-1 et descend la rivière Betsiamites qui déverse sur la rive Nord-Ouest de l’estuaire du Saint-Laurent.

## Toponymie
Le terme « Dubuc » constitue un patronyme de famille d’origine française.
Le toponyme "Lac Dubuc" a été officialisé le 5 décembre 1968 par la Commission de toponymie du Québec, soit à la création de cette commission.